# Bambusa oldhamii
Espèce
Bambusa oldhamii, le Bambou de Oldham ou Bambou vert est un bambou de la tribu des Bambuseae, de la famille des Poaceae (graminées), avec des chaumes (tiges) verts, de 6 à 12 m de hauteur et de 3 à 9 cm de diamètre, originaire de Chine du Sud-Est qui a été introduite dans un certain nombre de pays tropicaux.
Cette espèce est plantée pour ses pousses de bambou comestibles de haute qualité qui sortent de mai à novembre. Ses chaumes sont utilisés en architecture, pour la vannerie et la fabrication de papier.

## Nomenclature et étymologie
L'espèce a été décrite et nommée Bambusa oldhami(i) par William Munro, un officier britannique et botaniste, qui sut concilier la direction d’un régiment avec l’écriture d’une monographie mondiale des Bambusacées. Le colonel Munro donne une description précise en latin de l’espèce dans A Monograph of the Bambusaceae, dans Transactions of the Linnean Society of London 26(1): 109 en 1868.
Le nom de genre Bambusa est un mot de latin scientifique obtenu par dérivation à partir de l’étymon de base Bambu, emprunté au portugais bambu, mambu (XVIe), lequel est emprunté au marathe et au guzrati, langues dravidiennes de la côte ouest de l’Inde.
L’épithète spécifique oldhamii a été donné par Munro en mémoire d’un collecteur britannique de plantes en Asie orientale, nommé Richard Oldham (1837-1864), quatre ans après son décès, qui opéra à Formose (Taiwan), île alors peu connue des botanistes occidentaux. Malade, il se rendit sur le continent où il succomba à la dysenterie et mourut en novembre 1864 à Amoy (actuellement Xiamen dans le Fujian).
Le nom vulgaire chinois est 绿竹 lǜzhú morph. « bambou vert » en raison de la couleur des chaumes. Attention toutefois, ce n’est pas la seule espèce à avoir des chaumes verts.

## Synonymes
Le nom valide Bambusa oldhamii possède 11 synonymes:
Synonymes homotypiques
Descriptions basées sur du matériel de typification identique (le spécimen conservé en herbier ou tout autre élément de référence désigné)
- Arundarbor oldhamii (Munro) Kuntze, Revis. Gen. Pl. 2: 761 (1891)
- Dendrocalamopsis oldhamii (Munro) Keng f., J. Bamboo Res. 2(1): 12 (1983)
- Leleba oldhamii (Munro) Nakai, J. Jap. Bot. 9: 16 (1933)
- Sinocalamus oldhamii (Munro) McClure, Lingnan Univ. Sci. Bull. 9: 67 (1940)

Synonymes hétérotypiques
En raison de différence de sensibilité individuelle entre les différents taxinomistes quant à la circonscription de l'espèce
- Bambusa atrovirens T.H.Wen, J. Bamboo Res. 5(2): 15 (1986)
- Bambusa oldhamii f. revoluta W.T.Lin & J.Y.Lin, Acta Phytotax. Sin. 26: 225 (1988)
- Bambusa revoluta (W.T.Lin & J.Y.Lin) N.H.Xia, R.H.Wang & R.S.Lin, J. Trop. Subtrop. Bot. 17: 352 (2009)
- Dendrocalamopsis atrovirens (T.H.Wen) Keng f. ex W.T.Lin, Guihaia 10: 15 (1990)
- Dendrocalamopsis oldhamii f. revoluta (W.T.Lin & J.Y.Lin) W.T.Lin, Guihaia 10: 15 (1990)
- Neosinocalamus revolutus (W.T.Lin & J.Y.Lin) T.H.Wen, J. Bamboo Res. 10(1): 23 (1991)
- Sinocalamus oldhamii f. revolutus (W.T.Lin & J.Y.Lin) W.T.Lin, J. S. China Agric. Univ. 14(3): 111     (1993)

## Description

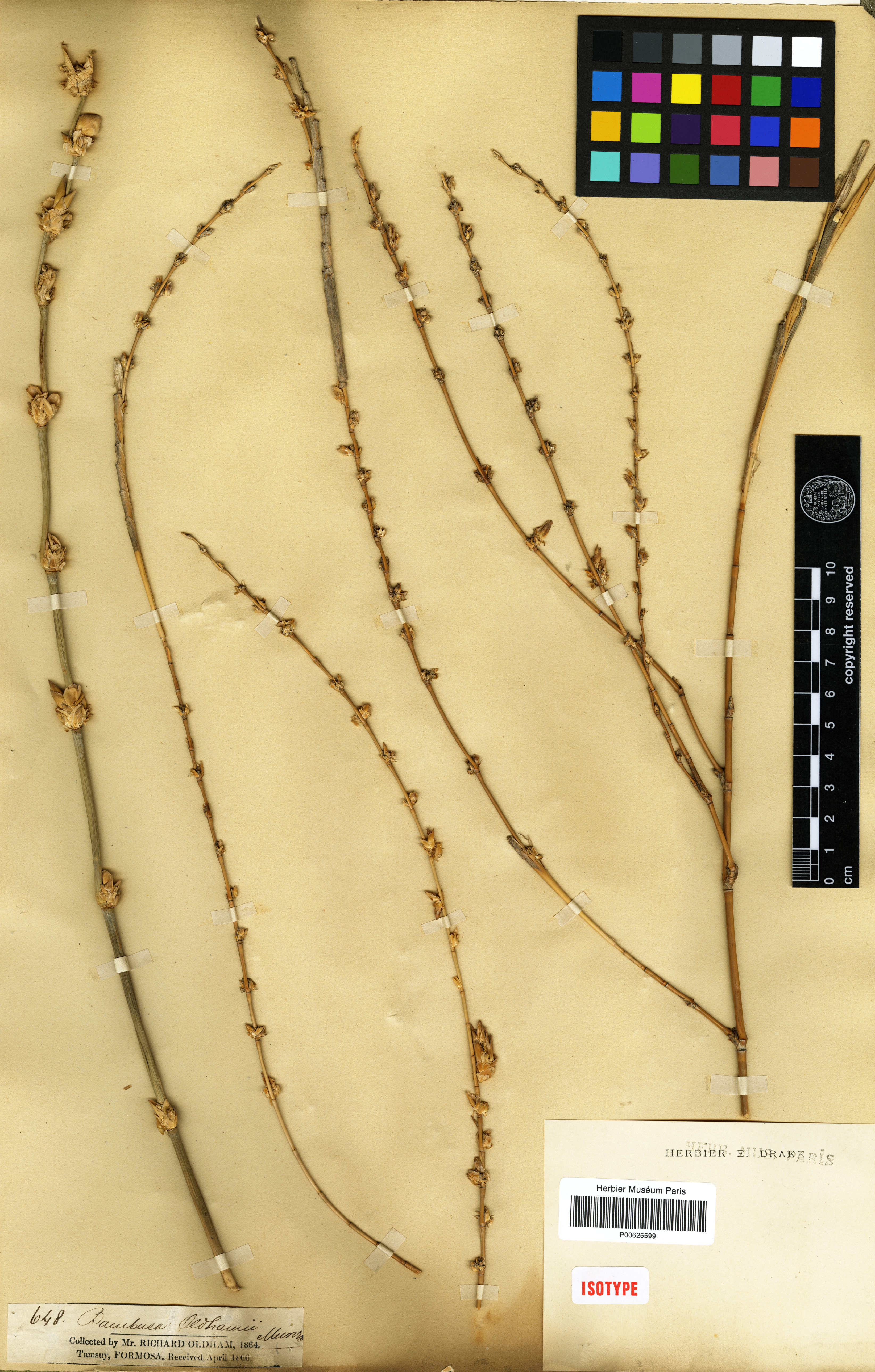
Infl. collectée par Richard Oldman en 1864, à Tamsuy, Formosa

Le Bambusa oldhamii possède des chaume (tiges) de 6 à 12 m de hauteur et de 3 à 9 cm de diamètre, avec des entrenœuds flexueux de 20 à 35 cm de long, initialement blancs poudreux, glabres puis devenant verts (d’où le nom de « bambou vert ») et des parois de 4–12 mm d'épaisseur ; les nœuds sont plats.
À partir du milieu du chaume, aux niveaux des nœuds apparaissent de nombreuses branches, dont 3 sont dominantes. Les gaines des chaumes sont caduques, coriaces, à poils épineux brun foncé, bientôt glabrescentes ; les oreillettes sont petites, arrondies, ciliées ; la ligule fait env. 1 mm ; le limbe dressé.
Les gaines foliaires sont initialement hispides ; la ligule tronquée, env. 1 mm ; les oreillettes suborbiculaires ; peu de soies orales ; le limbe est oblong-lancéolé, de 15–30 cm de long sur 3–6 cm de large.
L’inflorescence porte des pseudo-épillets de 2,7–3 × 0,7–1 cm ; avec 3 à 5 bractées, 5 à 9 fleurons ; des entrenœuds de 2–3 mm.
Le fruit est un caryopse (fruit sec).
Les nouvelles pousses de bambou apparaissent de mai à novembre. La floraison se déroule en été-automne.

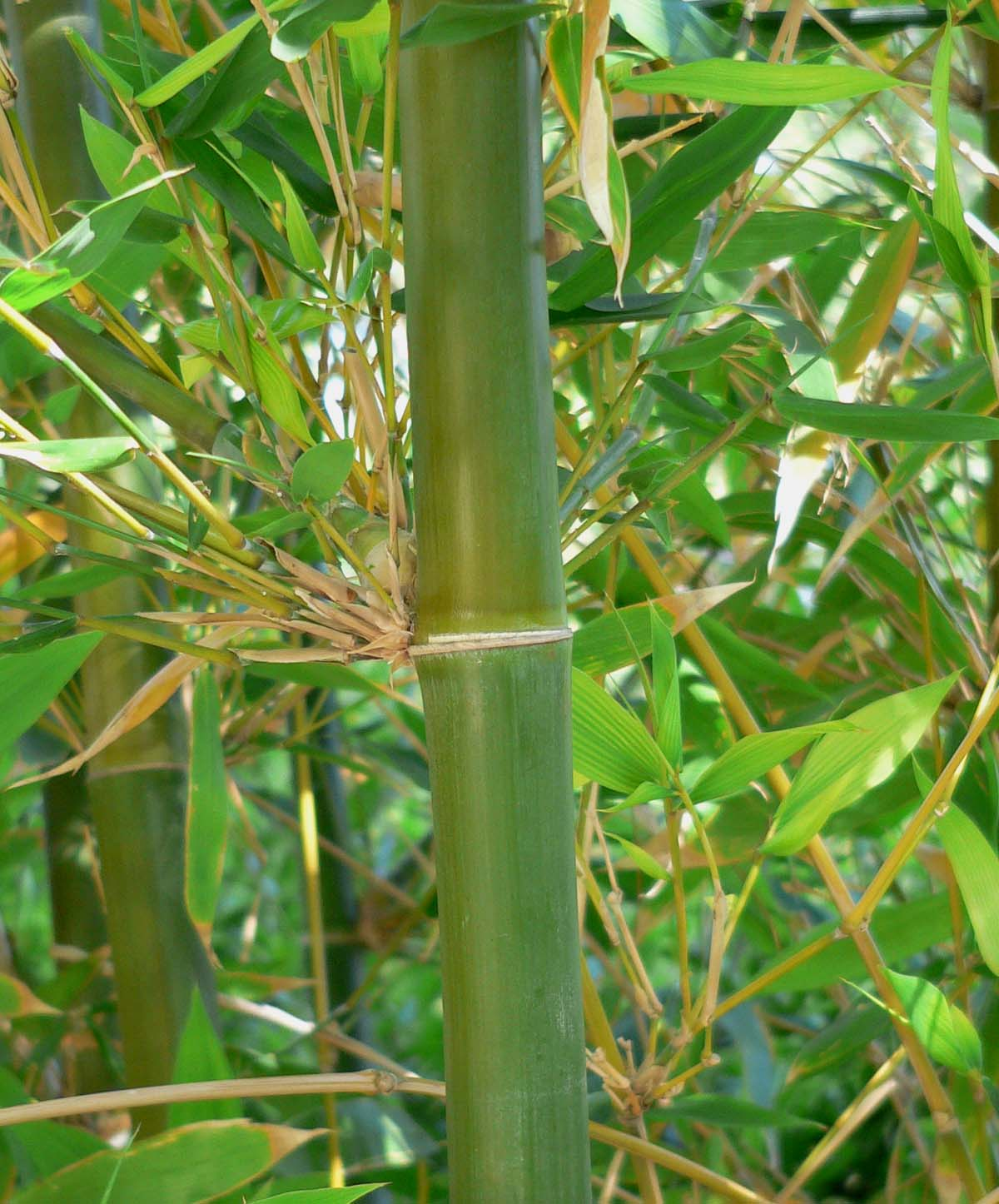
Chaume de couleur vert
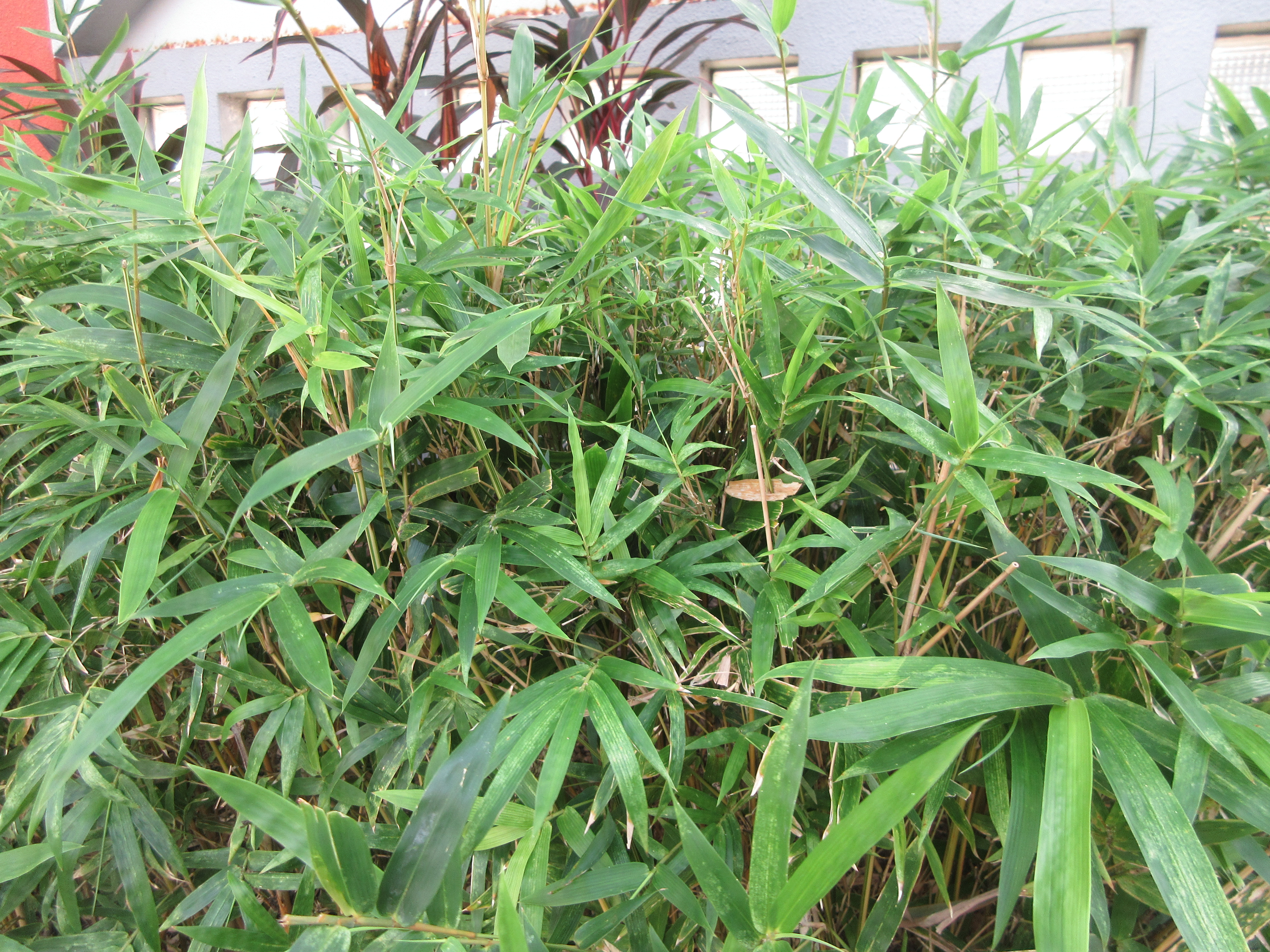
Feuilles
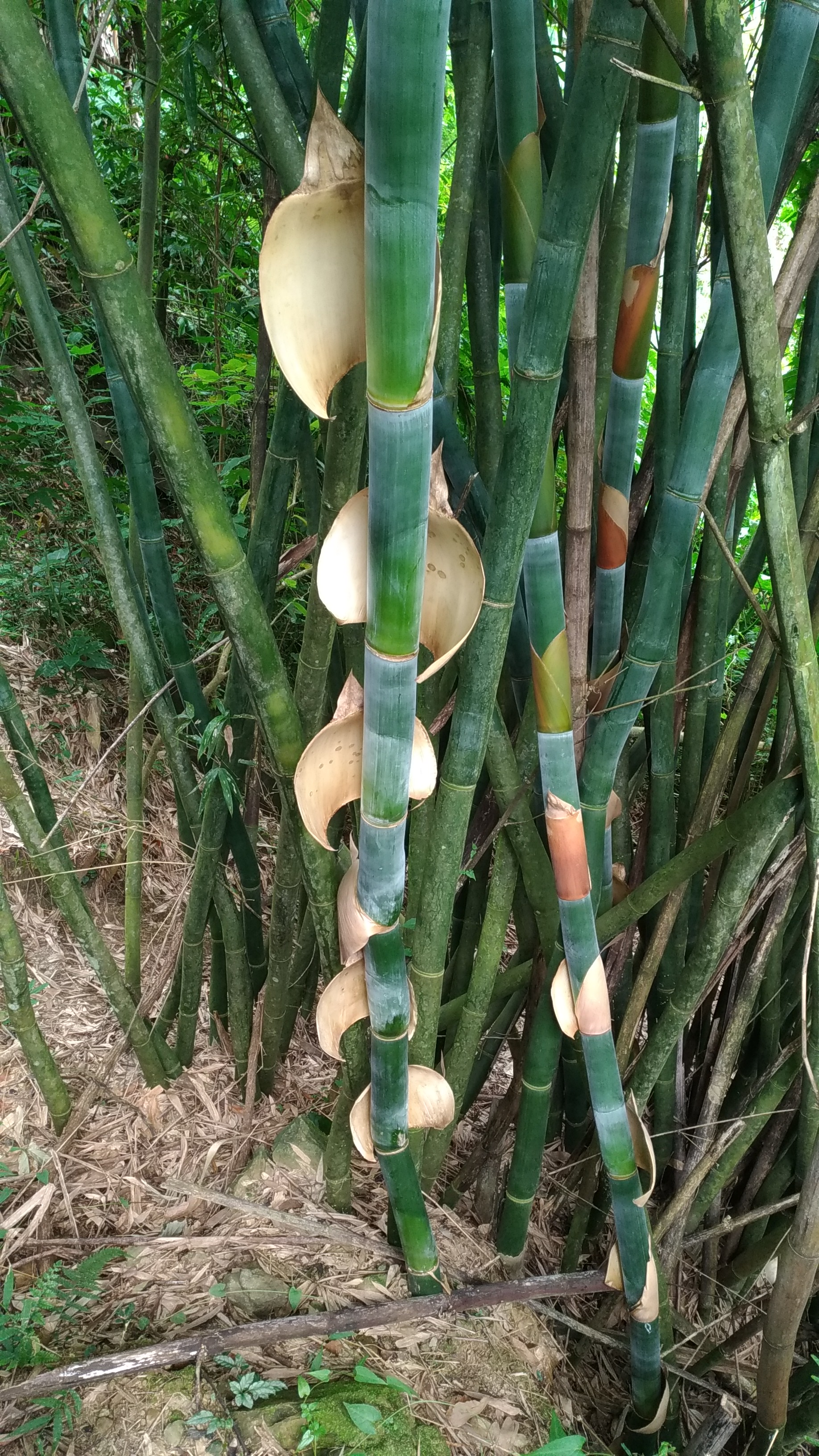
Gaines du chaume se détachant
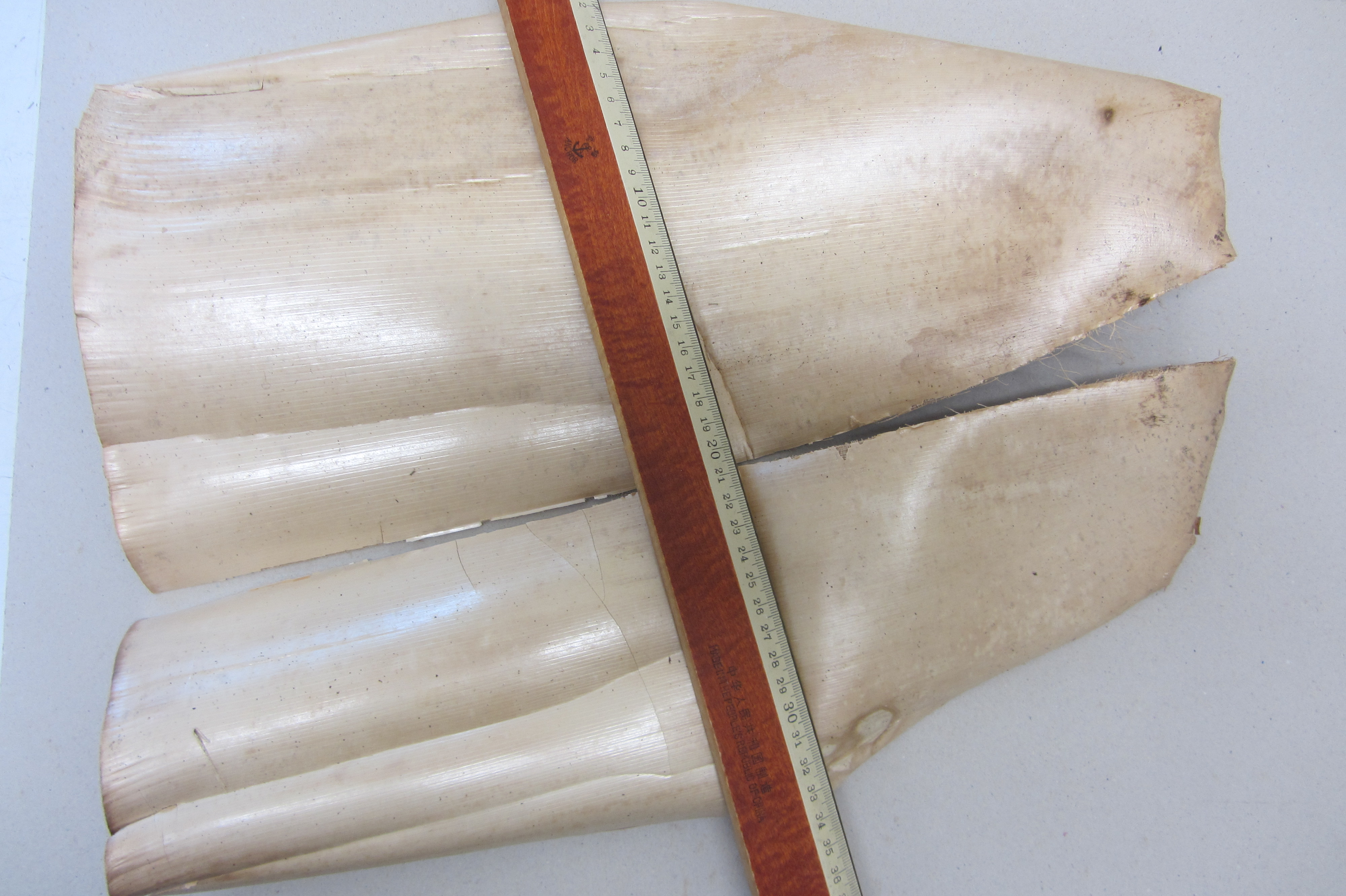
Gaine de chaume

## Distribution et habitat
L’espèce Bambusa oldhamii est originaire du Sud-Est de la Chine (Fujian, Guangdong, Guangxi, Hainan, S Zhejiang),.
Elle a été introduite en Colombie, Équateur, Honduras, Mexique du Sud-Est, Nouvelle-Zélande du Nord, Pérou, Porto-Rico, Taiwan ainsi qu’en Asie du Sud-Est, en Inde, au Myanmar, en Thaïlande, en Malaisie[réf. nécessaire]. Elle s’est naturalisée en de nombreux endroits (Nouvelle-Zélande, Chiapas, Honduras, Pérou, îles Ryükyü etc.).
Elle pousse dans les plaines chaudes et humides avec une température annuelle moyenne supérieure à 17,5 °C et des précipitations annuelles supérieures à 1 400 mm[réf. nécessaire].
Elle est couramment cultivée à Taïwan pour ses pousses de très haute qualité.

## Utilisations
Les pousses de bambou
Une nouvelle plantation Bambou de Oldham peut produire des pousses au bout de trois ans. Les pousses sont consommées fraiches ou en conserve à l’eau[réf. nécessaire].
Matériau de construction, vannerie
Les constructions architecturales en bambou sont légères, résistantes et permettent de concevoir des constructions très élégantes. De surcroît, elles possèdent une empreinte carbone négative ! Le bambou correctement traité peut durer jusqu'à 30 ans, et une sélection rigoureuse des espèces et un remplacement régulier des pièces vieillies peut augmenter la durée de vie des bâtiments.
Les bambous peuvent être utilisés dès la quatrième année après la plantation.
Le tissage de lattes de bambou permet de fabriquer des tamis à riz 米篩 (mǐshāi), paniers (de bambou) 竹籃 (zhúlán), des nattes de bambou etc.
Fabrication du papier
En Chine, les premières utilisations de fibres de bambou pour produire de la pâte à papier remonte à la dynastie Liang (502-555) mais c’est au cours de la dynastie Song (960-1279) que la production de papier de bambou acquiert une place déterminante voire dominante, au détriment du chanvre et du rotin,,. Seul le papier de Broussonetia put résister et s’imposer dans le nord de la Chine là où le bambou ne pousse pas. En raison de la croissance rapide du bambou et d’un large éventail de ressources disponible, le papier de bambou a rapidement remplacé le papier de chanvre et le papier d’écorce pour devenir le principal papier fait à la main en Chine du Sud.
De nos jours, les  bambous utilisés pour fabriquer du papier sont le 慈竹 cizhu Bambusa emeiensis, 绿竹 lüzhu Bambusa oldhamii le bambou vert, 黄竹 huangzhu Dendrocalamus membranaceus, le bambou jaune, 麻竹、粉单竹、刺竹 etc.